# Allantois

Hühnerei in seinem neunten Tag der Entwicklung

Allantois (altgriechisch ἀλλαντοειδής allantoeidḗs, deutsch ‚wurstförmig‘, von ἀλλᾶς allás, deutsch ‚Wurst‘) wird die embryonale Harnblase bei Reptilien, Vögeln und Säugetieren genannt. Sie ist eine Ausstülpung des embryonalen Enddarms und dient unter anderem zur Aufbewahrung des Oxidationswassers und anderer Stoffwechselendprodukte. Die Allantois ist häufig mit Blutgefäßen durchzogen.

## Mensch und andere Säugetiere
Die Allantois entsteht beim Menschen am 16. Tag nach der Zeugung aus dem Hypoblasten und ist normalerweise nur vorübergehend existent. Sie erstreckt sich zunächst als Allantoisdivertikel in das extraembryonale Mesoderm des Haftstiels (engl. body stalk) – die spätere Nabelschnur des Embryos – hinein. Das Allantoisdivertikel vergrößert sich beim menschlichen Embryo kaum und verschließt sich zum Urachus. Bildet sich beim Menschen die Allantois nicht vollständig zurück, dann kann eine Urachusfistel zurückbleiben, die eine vollständige Verbindung zwischen Blase und Nabel herstellt.
Bei den meisten anderen Säugetieren wird das Allantoisdivertikel von einem großen Sack mesodermaler Herkunft umgeben, der Allantois, welche in der Chorionhöhle liegt und die gesamte Amnionhöhle (z. B. Raubtiere, Pferde) oder nur einen Teil (z. B. Paarhufer) davon umgibt. Die Allantois bildet durch ihre Verbindung mit dem Chorion (Allantochorion) die Plazenta mit.

## Vögel
Beim Haushuhn ist die Allantois nach fünf Tagen Brutdauer schon etwa so groß wie der Embryo und hat schon das Amnion durchstoßen. Sie wächst dann im Ei in Richtung Luftkammer und tritt mit dieser in Kontakt. Danach läuft der Gasaustausch zwischen dem Embryo und der Umgebung des Eis in erheblichem Maße über die Allantois. Das Wachstum geht weiter und die Allantois berührt kurz vor Schlupf des Kükens innen fast die gesamte Eioberfläche. In diesem Stadium trägt die Allantois außerdem zum Abbau des für den Knochenaufbau nötigen Calciums aus der Schale bei. Dieser Vorgang wird vermittelt durch das ausgeatmete Kohlenstoffdioxid und die Feuchtigkeit in der Schale. Beim Schlupf wird die Allantois zerstört und der noch übrig gebliebene Inhalt benässt das Küken zusammen mit der restlichen Flüssigkeit aus dem Amnion (Fruchtwasser).

## Reptilien
Die Verhältnisse bei Reptilien sind ähnlich denen der Vögel. Bei einigen Arten, beispielsweise bei den lebendgebärenden Seeschlangen der Gattung Enhydrina, erfüllt die Allantois die Funktion einer Plazenta (allantoide Plazenta).